# Денисова, Полина Андреевна
Поли́на Андре́евна Дени́сова (род. 24 февраля 2004, Иваново) — российская актриса кино и телевидения, стала известной благодаря роли Сони Васильевой в сериале «Папины дочки. Новые».

## Биография
Полина Денисова родилась 24 февраля 2004 года в Иванове в семье архитекторов Андрея и Натальи Денисовых; помимо Полины в семье ещё пять детей: три брата и две сестры. 
В детстве занималась вокалом, играла на фортепиано и обучалась в студии творческого развития Clever, где играла в театральных постановках.
Денисова дебютировала в кино в 2015 году, в телесериале «Два отца и два сына», сыграв одну из эпизодических ролей.
После окончания школы экстерном с золотой медалью, Полина поступила в Щепкинское театральное училище. Окончив первый курс, она поступила в ГИТИС на режиссёрский факультет на курс советского и российского режиссёра Олега Львовича Кудряшова.
Первой главной ролью для Полины стала роль Сони Васильевой в сериале «Папины дочки. Новые», где она сыграла старшую дочь отца-одиночки Вениамина Васильева. После выхода проекта в сентябре 2023 года её героиня была оценена в рецензии на сериал как подросток со всеми проблемами переходного возраста. В июле 2023 года стало известно, что актриса получила главную роль в сериале «Бедные смеются, богатые плачут» где она сыграла горничную Катю. В августе того же года актриса присоединилась к новому подростковому сериалу «Саша против!».

## Фильмография
| Год          |     | Название                       | Роль            |
| ------------ | --- | ------------------------------ | --------------- |
| 2015         | с   | Два отца и два сына            | эпизод          |
| 2021         | кор | Все смотрят на тебя            | Аня             |
| 2023 — н. в. | с   | Папины дочки. Новые            | София Васильева |
| 2023         | ф   | Папины дочки. Новогодние       | София Васильева |
| 2023         | с   | Саша против!                   | Юля             |
| 2023         | с   | Школа женского счастья         | Саша            |
| 2024 — н. в. | с   | Бедные смеются, богатые плачут | Катя Тихомирова |
| 2025         | с   | Урок                           | Аня             |
| 2025         | с   | Вторая семья                   | Юля Васько      |
| 2025         | ф   | Папины дочки. В кино           | София Васильева |
| 2025         | ф   | Три свадьбы и один побег       | Амра            |